# Seznam zkratek dřevin
Zkratky dřevin podle ČSN 01 3610 - Výkresy ve dřevozpracujícím průmyslu, kapitola 6.2.1

## Dřeviny mírného pásma
Jehličnaté dřeviny
- Borovice / BO
- Borovice černá / BOC (BC)
- Borovice Banksova / PIB
- Borovice vejmutovka / VJ
- Cedr / CD
- Douglaska / DG
- Jalovec / JAL
- Jedle / JD
- Jedlovec kanadský / HEM
- Modřín / MD
- Smrk ztepilý / SM
- Smrk pichlavý / SMP (SP)
- Limba / LMB
- Tis červený / TS

Listnaté dřeviny
- Akát / AK
- Bříza / BR
- Buk / BK
- Dub letní / DB
- Dub zimní / DBZ
- Dub cer / CER
- Habr / HB
- Hikory / HIC
- Hloh / HL
- Hrušeň planá / HR
- Jabloň lesní / JB
- Jasan / JS
- Javor mléč / JV
- Javor klen / KL
- Javor babyka / BB
- Jeřáb ptačí / JR
- Jeřáb břek / BRK
- Jeřáb muk / MK
- Jilm / JL
- Jírovec / KS
- Lípa malolistá / LP
- Lípa velkolistá / LPV
- Olše lepkavá / OL
- Ořechovec pekan / PE
- Ořešák královský / OR
- Ořešák černý / ORC
- Švestka / SV
- Topol bílý / TP
- Topol osika / OS
- Trnka obecná / TR
- Třešeň ptačí / TR
- Tupela lesní / TU
- Vrba bílá / VR
- Tomel virginský / PSI
- Iroko / IRO
- Jelutong / JEL
- Kotibe / KOB

## Tropické dřeviny
- abachi / ABA
- afrormorsia / AFR
- aningeri / ANI
- avodire / AVO
- bosse / BOS
- bubinga / BUB
- cocobolo / COC
- dibetou / DIB
- eben / EBE
- framire / FRA
- ilomba / ILO
- mahagon / MAH
- makore / MAC
- mansonia / MAN
- meranti / MER
- muteney / MUT
- okoume / OKU
- ovengkol / OVE
- paldao / PAL
- palisandr / PLR
- teak / TEK